# Adriaan van der Horst

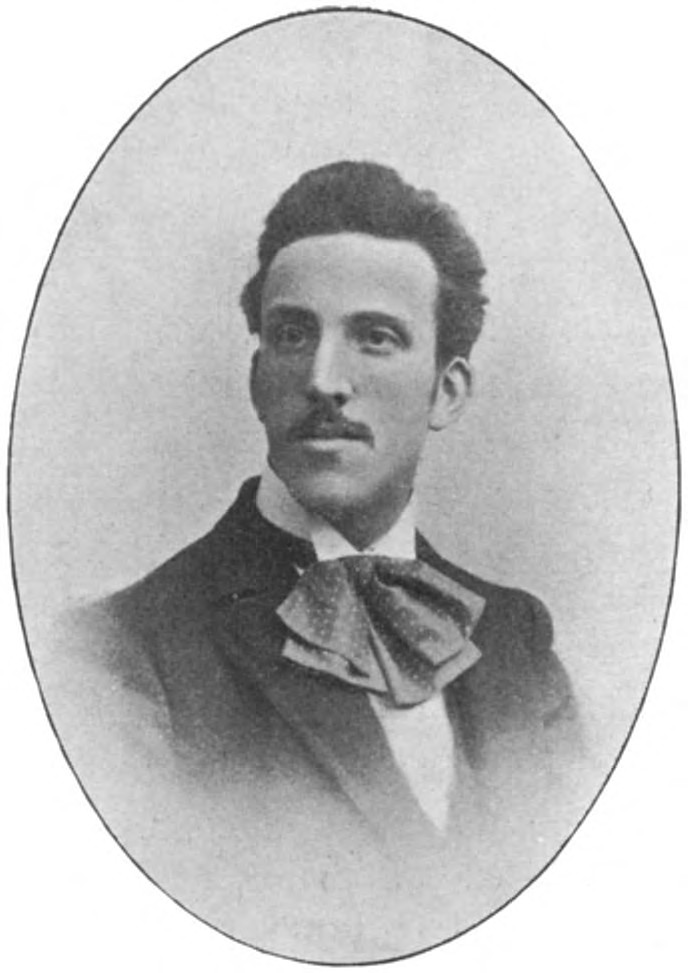
Adriaan van der Horst ca. 1899

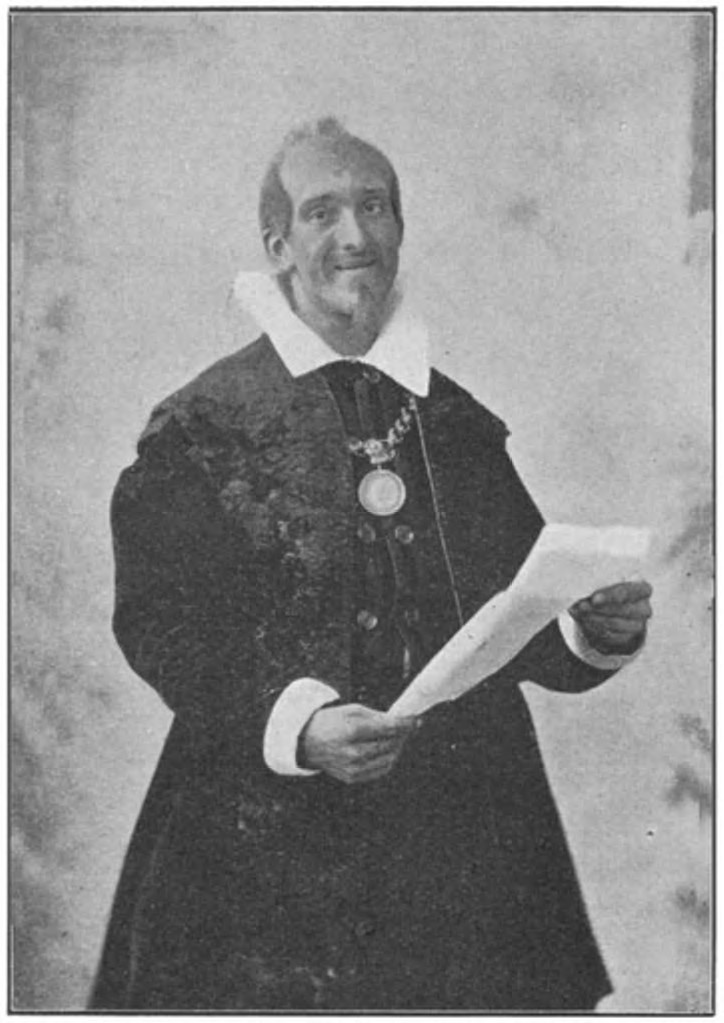
Van der Horst in de rol van Malvolio in Shakespeare's Driekoningenavond

Adriaan van der Horst (Dordrecht, 19 juli 1868 - Amsterdam, 14 juni 1942) was een Nederlands toneelspeler, -directeur en -regisseur.

## Levensloop
Van der Horst was de zoon van de eigenaar van een koffiehuis aan de Groenmarkt dat vast zat aan toneelzaal lokaal-Van der Horst. Na de oprichting van de Toneelschool in Amsterdam, volgde Van der Horst er vanaf 1878 lessen bij onder andere Maria Kleine-Gartman, Christine Stoetz, Jacobus van Looy, Jan Veth en Sijbrand Jacobus Bouberg Wilson. In 1886 behaalde hij er zijn diploma.
Wegens ziekte debuteerde Van der Horst niet voor het najaar van 1887. Op 25 november speelde hij kleine komedie in de Rotterdamse Schouwburg voor Alex Faassen & Co. Bij dit gezelschap ontmoette hij Wilhelmina van der Lugt Melsert, zijn latere vrouw.
Na onder andere onder de directie van Charles de la Mar te hebben gespeeld in Salon des Variétés in de Nes, vertrok hij in 1893 naar de Nederlandsche Tooneelvereeniging. Van dit gezelschap was Van der Horst secretaris en administrateur. Het stond onder leiding van Louis H. Chrispijn. Na Chrispijns vertrek werd Van der Horst er in 1897 directeur. Hij bleef dit tot 1911, waarna het gezelschap er in 1912 mee ophield.
Van der Horst en zijn vrouw sloten zich aan bij het door Willem Royaards in de zomer van 1908 opgerichte Het Toneel. Hij werd er regisseur. Na een jaar vertrok hij naar Antwerpen om daar met Louis Bertrijn de directie over de Koninklijke Nederlandse Schouwburg te voeren. Zijn vrouw kreeg daar een aanstelling tot eerste actrice. Na het beginnen van de Eerste Wereldoorlog kwamen de Van der Horsts terug naar Nederland.
Na twee jaar acteur en regisseur bij Verkades Hagespelers te zijn geweest, ging Van der Horst zijn vrouw achterna naar de Tooneelvereeniging van Heijermans. Hij werkte er samen met Jan Musch, die ook een tijd aan de Nederlandsche Tooneelvereeniging verbonden was. Na het verlopen van zijn contract, richtte Van der Horst in 1919 samen met Musch Het Schouwtooneel op. De Stadsschouwburg Haarlem werd de vaste speelplaats van het gezelschap. Zijn vrouw Wilhelmina sloot zich ook bij Het Schouwtooneel aan.
In 1928 overleed Wilhelmina en hertrouwde Van der Horst met een vrouw van buiten het theaterleven. In 1929 ontving hij het ridderkruis van de Orde van Oranje-Nassau in verband met het tienjarig bestaan van Het Schouwtooneel. Na het faillissement in 1933 werd Van der Horst administrateur van het Rotterdamsch-Hofstadtooneel, waarvan zijn zwager Cor van der Lugt Melsert directeur was. Ook hier trad hij af en toe als regisseur op. In deze periode schreef Van der Horst artikelen voor couranten, waarbij hij gebruik maakte van zijn toneelbibliotheek.
Van der Horst ligt begraven op de Amsterdamse begraafplaats Zorgvlied.

## Acteur
Als acteur speelde Van der Horst in onder meer:
- Mortensgard in Rosmersholm, Henrik Ibsen
- Aslaksen in Een Vijand des Volks, Henrik Ibsen
- Schor in De Kiesvereeniging van Stellendijk, Lodewijk Mulder
- Malvolio in Driekoningenavond, Cyriel Buysse
- De filosoof in Burger-Edelman, Molière
- Marius Kolberg in Het Hoogste Recht, Ina Boudier-Bakker

Ook speelde hij hoofdrollen in meerdere stukken van Herman Heijermans.